# 스티치 (오버워치 프로게이머)
스티치(본명: 이충희, 1997년 4월 21일 ~ )는 대한민국의 오버워치 프로게이머 겸 트위치 스트리머로 아이디는 Stitch이다.

## 선수 생활
2017년 1월 31일 러너웨이에 입단한 이충희는 러너웨이 입단 후 1년여동안 러너웨이의 주축 선수로 활동하며 오버워치 APEX 시즌 2 준우승, 오버워치 넥서스컵 서머 2017 준우승, 오버워치 APAC 프리미어 2017 준우승, 오버워치 APEX 시즌 4 준우승, 오버워치 팀 스토리 챕터 4 8강, 오버워치 컨텐더스 코리아 2018 시즌 1 4강, 컨텐더스 코리아 시즌 2 우승, 오버워치 넥스트컵 서머 2018 우승 등의 화려한 업적을 남겼고
2018년 12월 2일 오버워치 리그 소속팀인 밴쿠버 타이탄즈로 이적하여 1년 5개월간 활동하며 오버워치 리그 2019 스테이지 1 우승, 스테이지 2 준우승, 스테이지 3 4강, 오버워치 리그 2019 그랜드파이널 준우승 등에 공헌했다. 이후 2020년 5월 17일 워싱턴 저스티스로 트레이드되어 오버워치 리그 2020 서머 쇼다운 북미 지역 8강, 오버워치 리그 2020 북미 지역 3위 등의 성적을 남겼다.

## 수상 내역
- 핫식스 오버워치 APEX 시즌 2 준우승
- 오버워치 넥서스컵 서머 2017 준우승
- 오버워치 APAC 프리미어 2017 준우승
- 핫식스 오버워치 APEX 시즌 4 준우승
- 오버워치 팀 스토리 챕터 4 8강
- 오버워치 컨텐더스 코리아 2018 시즌 1 4강
- 오버워치 컨텐더스 코리아 2018 시즌 2 우승
- 오버워치 넥스트컵 서머 2018 우승
- 오버워치 리그 2019 스테이지 1 우승
- 오버워치 리그 2019 스테이지 2 준우승
- 오버워치 리그 2019 스테이지 3 4강
- 오버워치 리그 2019 그랜드파이널 준우승
- 오버워치 리그 2020 서머 쇼다운 8강
- 오버워치 리그 2020 북미 3위